# Маріано Віванко
Маріано Віванко (ісп. Mariano Vivanco; (нар. 15 грудня 1975, Ліма) — модний фотограф перуанського походження. Фотографував таких знаменитостей, як  Сінді Кроуфорд, Rihanna, Lady Gaga, Lana Del Rey, Наомі Кемпбелл, Єва Герцигова, Емма Вотсон, Рікі Мартін,  Єва Мендес, Міранда Керр, Гелена Крістенсен, Хлоя Севіньї, Діта фон Тіз, Донателла Версаче, Dolce & Gabbana, Пол Сміт, Фріда Гіаніні, Майкл Голл, Ліонель Мессі, Кріштіану Роналду, Андрій Шевченко.
Деякі з робіт Маріано Віванко експонуються в Національній портретній галереї Лондона.

## Біографія
Маріано Віванко народився 15 грудня 1975 року в Лімі, столиці Республіки Перу. Фотографією він захопився в 16 років.
В 1990-х рр. Маріано Віванко закінчив Королівський технологічний інститут Мельбурна.
У 2000 році  переїхав до Лондона. На початку своєї кар'єри  робив знімки для портфоліо моделей.
У 2001 році фотограф почав співпрацювати з журналом «Dazed & Confused».  Першим серйозним досвідом Маріано Віванко стала його співпраця з дизайнерами Доменіко Дольче і Стефано Габбаною в 2003 році.

## Зовнішні посилання
- Офіційний сайт
- Маріано Віванко  у соцмережі «Instagram»
- Маріано Віванко у соцмережі «Facebook»
- Маріано Віванко у соцмережі «Твіттер»
- Blog [Архівовано 14 червня 2021 у Wayback Machine.]
- Models.com [Архівовано 8 травня 2014 у Wayback Machine.]
- "Mariano Vivanco: A Portrait Of An Imagemaker by Lope Navo"
- PowerGrid [Архівовано 23 листопада 2013 у Wayback Machine.]
- Uomini
- Exclusive Interview At Bloginity
- La Lettre De La Photographie Interview [Архівовано 26 березня 2012 у Wayback Machine.]
- Models.com Interview [Архівовано 16 січня 2013 у Wayback Machine.]
- Seelikeme.com Interview
- Stylelist.com Interview
- Ftape.com Daphne Groeneveld Muse Cover
- Fashiongonerogue.com Daphne Groeneveld Muse Shoot [Архівовано 19 квітня 2016 у Wayback Machine.]
- Karlismyunkle.com Lana Del Rey GQ Uk Cover [Архівовано 4 березня 2016 у Wayback Machine.]